# Долгошей Гаврило Артемович
Гаврило Артемович Долгошей (1932 — 2000) — молдавський радянський діяч, заступник голови Ради міністрів Молдавської РСР, 1-й секретар Сороцького райкому КП Молдавії. Член ЦК КП Молдавії в 1966—1981 роках. Депутат Верховної Ради Молдавської РСР 7—9-го скликань. Кандидат економічних наук (1975).

## Біографія
Народився в родині робітника.
У 1952—1953 роках — помічник завідувача Згурицької державної сортодільниці Молдавської РСР.
З 1953 до 1954 року служив у Радянській армії.
У 1954—1957 роках — агроном Кайнарської машинно-тракторної станції (МТС) Молдавської РСР; голова Кайнарського районного планового відділу; голова Рибницького районного планового відділу Молдавської РСР.
Член КПРС з 1956 року.
У 1957—1959 роках — старший економіст зведеного відділу Держплану Молдавської РСР.
У 1959—1962 роках — голова колгоспу «Зоря» Рибницького району Молдавської РСР.
У 1962 році закінчив Кишинівський сільськогосподарський інститут імені Фрунзе.
У 1962—1964 роках — голова колгоспу «Зоря» Резинського району Молдавської РСР.
У 1964—1966 роках — начальник Сороцького районного виробничого управління сільського господарства Молдавської РСР.
У 1966—1972 роках — 1-й секретар Сороцького районного комітету КП Молдавії.
У 1972—1973 роках — інструктор відділу сільського господарства ЦК КПРС.
4 липня 1973 — 11 січня 1977 року — заступник голови Ради міністрів Молдавської РСР.
Закінчив заочну Вищу партійну школу при ЦК КПРС у Москві. У 1975 році захистив дисертацію на здобуття наукового ступеня кандидата економічних наук.
У 1977—1983 роках — директор Всесоюзного науково-дослідного інституту економіки сільського господарства в Москві. Одночасно головний редактор журналу «Економіка сільського господарства» та член Колегії Міністерства сільського господарства СРСР.
З 1983 року — на дипломатичній роботі, працював у Держплані СРСР та Міністерстві економіки Російської Федерації. 
Автор монографій та статей з проблем горизонтальної та вертикальної інтеграції сільського господарства СРСР та країн-членів РЕВ. Співавтор книги «Економіка сільського господарства: словник-довідник».
Помер у 2000 році.